# Kevin Bartlett
Pour l’article homonyme, voir Kevin Bartlett (musicien).
Kevin Bartlett était un footballeur anglais né le 12 octobre 1962 à Portsmouth.

## Carrière
- 1980-1982 : Portsmouth  Angleterre
- 1982-1986 : Fareham Town  Angleterre
- 1986-1989 : Cardiff City  Pays de Galles
- 1989-1990 : West Bromwich Albion  Angleterre
- 1990-1993 : Notts County  Angleterre
- 1992 : → Port Vale FC (prêt)  Angleterre
- 1992-1993 : Cambridge United  Angleterre